# ماري اوكادا
ماري اوكادا (باليابانية: 岡田麿里) (و. 1976 – م) هي كاتِبة، وكاتبة سيناريو، من اليابان، ولدت في تشيتشيبو، سايتاما.

## أعمال

### انمي
الخادم الأسود (الموسم 1 و2)

### أفلام
- مابوروشي (2023)

## وصلات خارجية
- ماري اوكادا على موقع IMDb (الإنجليزية)
- ماري اوكادا على موقع ألو سيني (الفرنسية)
- ماري اوكادا على موقع ميوزك برينز (الإنجليزية)
- ماري اوكادا على موقع أول موفي (الإنجليزية)
- ماري اوكادا على موقع قاعدة بيانات الفيلم (الإنجليزية)
- ماري اوكادا على موقع كينوبويسك (الروسية)
- ماري اوكادا على موقع ANN person (الإنجليزية)